# 투 데이 올드 스니커즈
투 데이 올드 스니커즈는 대한민국의 음악 그룹이다. 2018년 EP 앨범 [사기꾼]으로 데뷔했다.

## 방송
- 락쿵 (2022) - Top6

## 음반
- 사기꾼 (2018)
- 신발장 (2020)
- 그림자 (2021)
- 오직 그곳에서만 빛난다 (2021)
- 여기서 빛난다 (2021)
- 락쿵 Semi Final Part 1-2 (2022)
- 로봇-맨 (2022)
- 락쿵 Final (2022)
- Cherokee (2023)
- 펭귄 신드롬! (2024)